# Milan Hurtala
 (septembre 2021).
Milan Hurtala, né 16 juin 1946 à Bratislava et mort le 23 mars 2021 dans la même ville, est un rameur slovaque.

## Biographie
Milan Hurtala a participé à l’épreuve masculine de huit de couple aux Jeux olympiques d’été de 1968 après les Championnats d’Europe de 1967. Diplômé, il devient entraineur et président du club le Slavia SVŠT Bratislava de 1992 à 2000.
Hurtala meurt de complications liées au Covid-19 le 23 mars 2021, durant la pandémie en Slovaquie.